# 海賊魂
『海賊魂』（伊: Il dominatore dei 7 mari）は、1962年に公開されたイタリアの冒険映画。イングランド人として初めて世界一周を達成したフランシス・ドレークの生涯を描いている。出演はロッド・テイラーなど。ルドルフ・マテが最後に監督した作品となった。

## キャスト
※括弧内は日本語吹替（初回放送1970年7月5日『日曜洋画劇場』）
- フランシス・ドレーク船長：ロッド・テイラー（納谷悟朗）
- マルカム・マーシュ：キース・ミッチェル（青野武）
- アラベラ：エディ・ヴェッセル
- バビントン：テレンス・ヒル
- フランシス・ウォルシンガム卿：バジル・ディグナム
- バーレイ卿：アンソニー・ドーソン
- エリザベス女王：アイリーン・ワース（鈴木光枝）

## スタッフ
- 監督：ルドルフ・マテ
- 製作：パオロ・モッファ
- 原作：フィリッポ・サンジュスト
- 脚本：フィリッポ・サンジュスト、ジョージ・セント・ジョージ、リンゼン・ギャロウエイ
- 撮影：ジュリオ・ジャンニーニ
- 音楽：フランコ・マンニーノ